# Mucegai

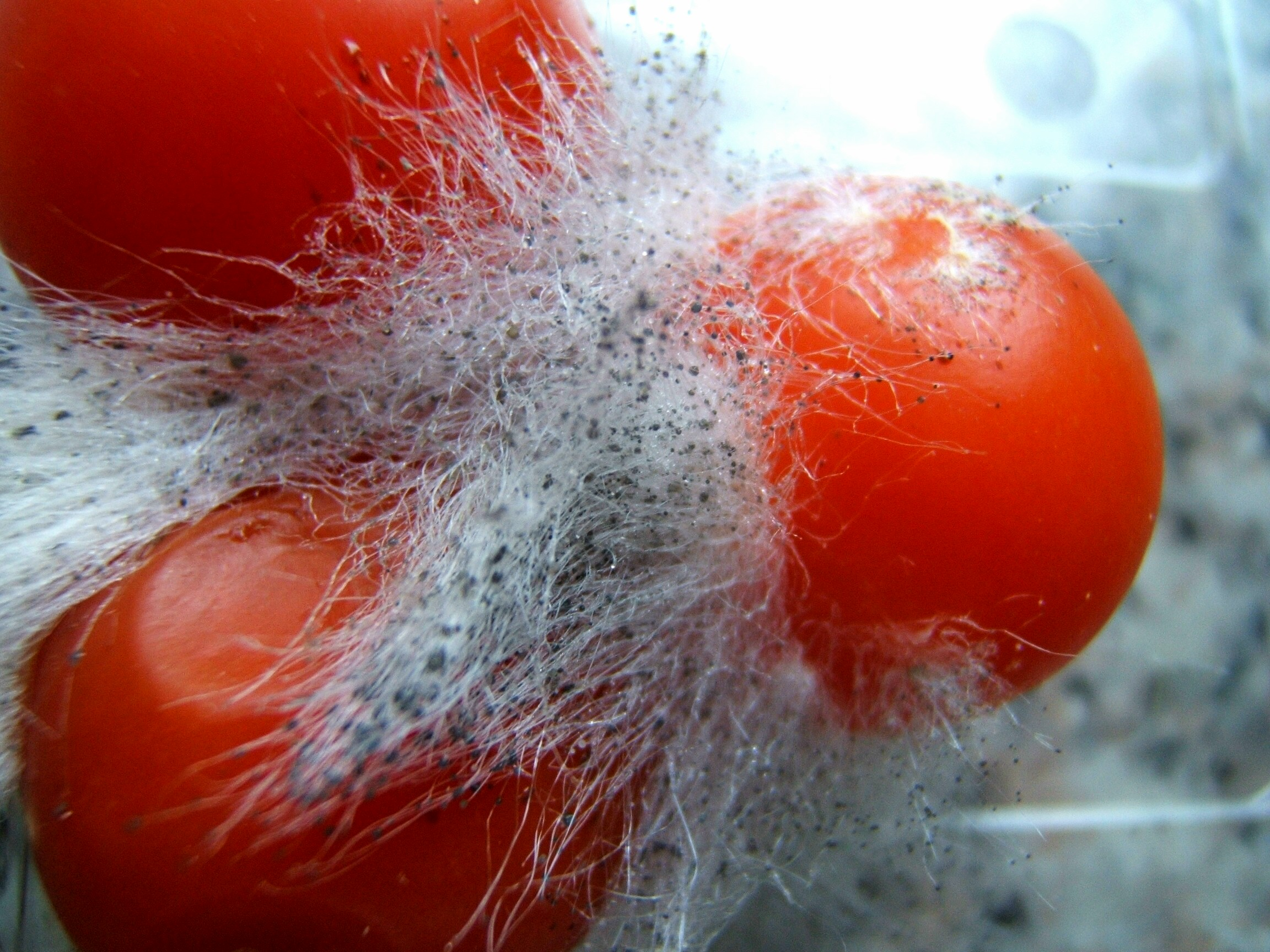
Colonie de mucegai pe roșie

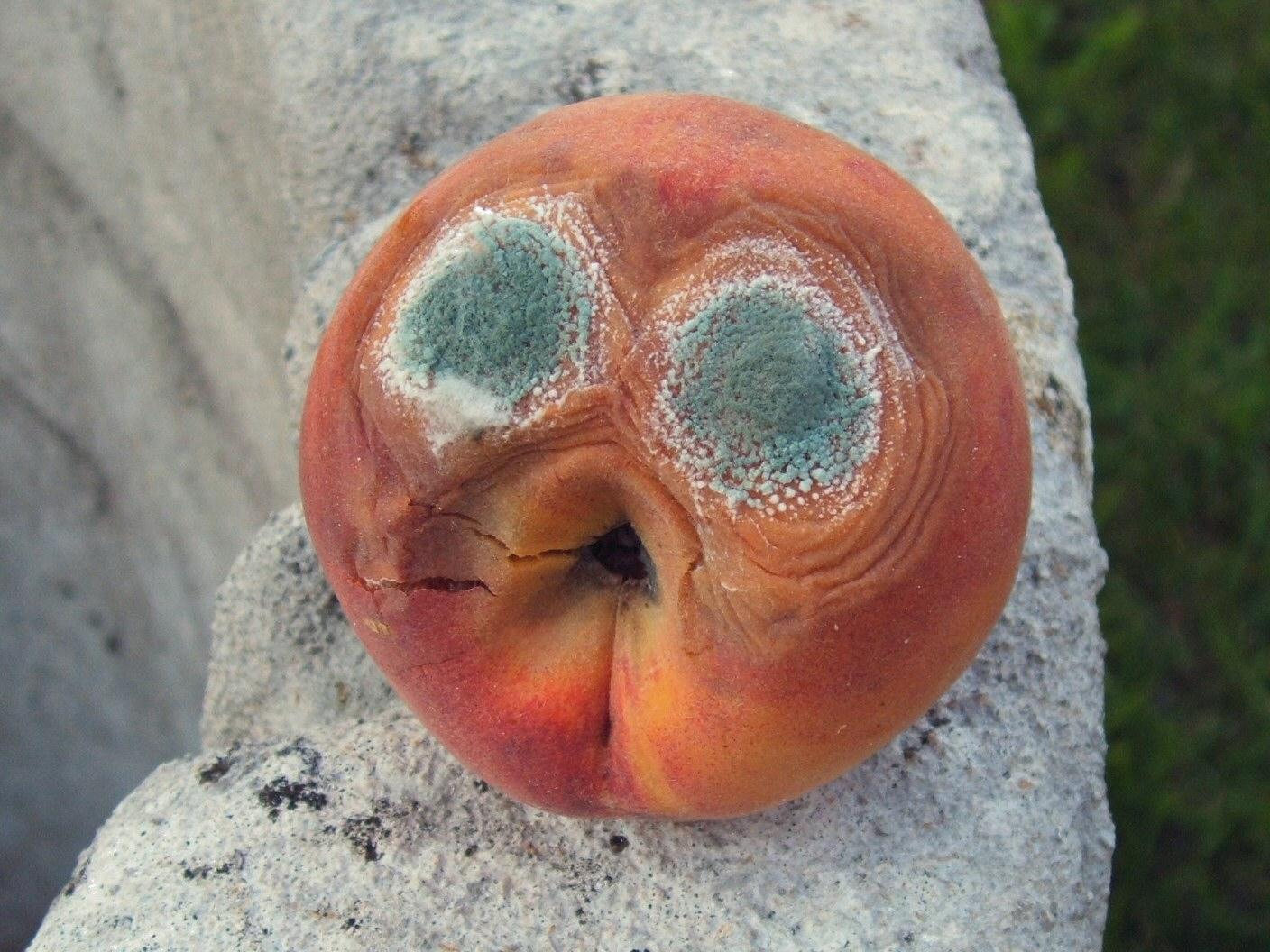
O piersică (Prunus persica) cu pete de mucegai.

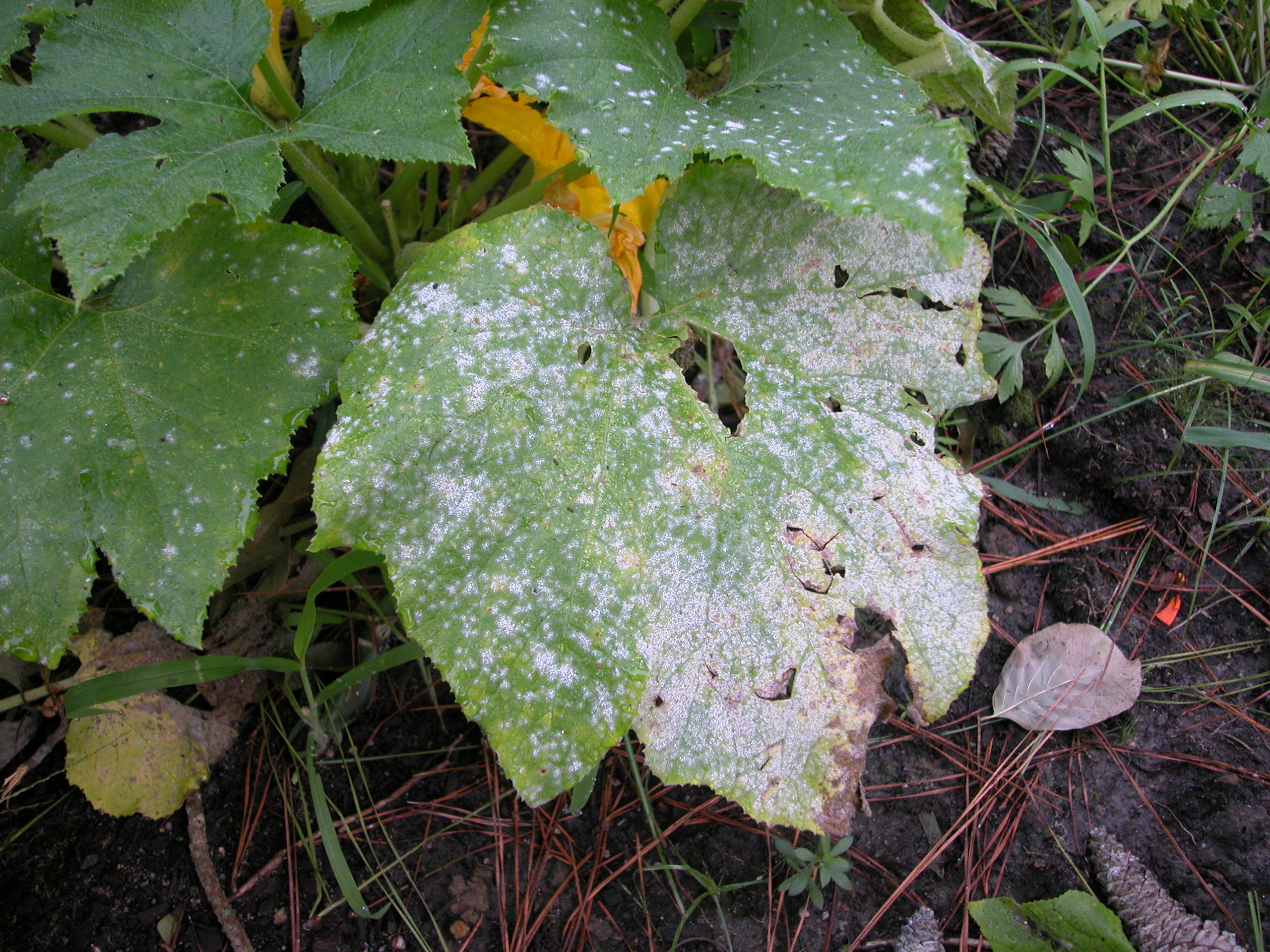
Mucegai din specia Uncinula Necator

O piersică se decolorează și își schimbă aspectul

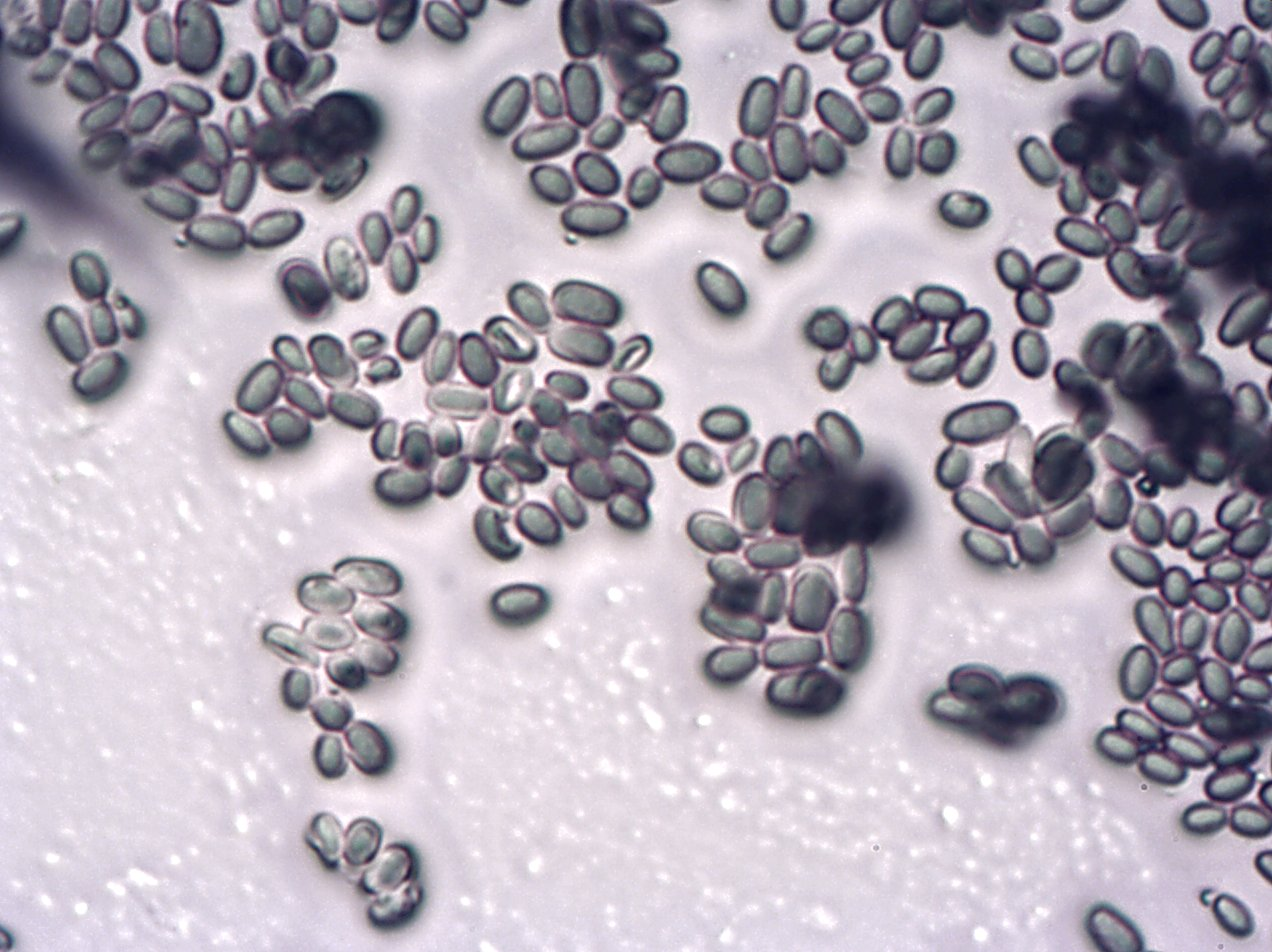
Sporii de mucegai verde în creștere pe o portocală

Mucegaiurile sunt ciuperci microscopice saprofite sau parazite, sub formă de filamente, care se înmulțesc prin spori. Fac parte din grupa mare Ascomycota, regnul Fungi, domeniul Eukaryota. Exemple de ciuperci microscopice sunt drojdia de bere, mucegaiurile ca Aspergillus fumigatus, care produce intoxicații alimentare prin aflatoxine, sau altele care sunt surse de obținere a unor antibiotice ca penicilina.

## Biologie
Sunt cunoscute mii de specii de mucegaiuri, printre care se numără patogenii, Saprofitele, speciile acvatice și Termofilele.  Ca și ciupercile, mucegaiurile fac rost de energie nu prin Fotosinteză, ci cu ajutorul materiei organice în jurul căreia ele trăiesc. De obicei, mucegaiurile secretă enzime hidrolitice, mai ales la tipurile cu hife. Aceste enzime pot descompune bipolimeri complecși, ca Amidonul, celuloza și lignina, în substanțe simple care pot fi asimilate de către hifă. În acest fel, mucegaiurile joacă un rol important în procesul de descompunere al materialelor organice, permițând reciclarea nutrienților în interiorul ecosistemelor. De asemenea, multe mucegaiuri secretă micotoxine care, împreună cu enzimele hidrolitice, inhibă creșterea microorganismelor concurente.
Mucegaiurile se reproduc prin intermediul sporilor, de dimensiuni mici,  care fie pot conține doar un nucleu sau pot fi multinucleari. Totodată, sporii de mucegai pot fi asexuați (produșii mitozei) sau sexuali (produșii meiozei); multe specii pot produce ambele tipuri de spori. Sporii mucegaiurilor pot fi purtați de aer pe o perioadă nedeterminată, putându-se agăța de haine sau de blană și pot supraviețui la temperaturi și presiuni extreme.
Deși mucegaiurile cresc și descompun materia organică peste tot în natură, prezența lor poate fi vizibilă cu ochiul liber doar atunci când se dezvoltă o colonie de mucegai. O colonie de mucegai nu este formată dintr-o adunătură de mai multe specii, ci dintr-o rețea de hife denumită miceliu. Nutrienții și în unele cazuri organitele pot fi transportate în interiorul miceliului. În mediul antropic, mai exact în clădirile umede sau cu temperatură potrivită, se pot dezvolta coloniile de mucegai, având aspect pufos de blană și putându-se observa pe diferite tipuri de mâncăruri (sau pe fructe și legume) și pe alte suprafețe. Când apare pe perete, colonia este cunoscută sub denumirea de igrasie.
Mucegaiurile de apă (regnul Chromista, încrengătura Oomycota) se dezvoltă în apă dulce și sălcie sau în solurile umede, absobind materia organică moartă sau în stare de putrefacție.

## Mucegaiuri comune
Genuri comune de mucegaiuri includ:
- Acremonium
- Alternaria
- Aspergillus
- Cladosporium
- Fusarium
- Mucor
- Penicillium
- Rhizopus
- Stachybotrys
- Trichoderma
- Trichophyton

## Legături externe
- en Ghidul EPA pentru mucegai
- https://alecoair.ro/blog/ce-este-mucegaiul-care-sunt-cauzele-lui-si-cum-poti-scapa-de-el-definitiv